# 国際連合協会世界連盟
国際連合協会世界連盟（こくさいれんごうきょうかいせかいれんめい、英語: World Federation of United Nations Association; WFUNA）は、国際連合（国連）の活動と精神の普及を目的とする各国の民間団体国際連合協会（国連協会、UNA）の連合体で、国際的な非政府組織（NGO)である。国連協会世界連盟。
1946年、ルクセンブルクで設立された。1957年、日本国際連合協会が加盟した。
現在、カナダ国際連合協会など100か国以上の国連協会が加盟。国際連合経済社会理事会のカテゴリーⅠの協議資格を有する。事務局をニューヨークとジュネーヴに置くほか、ソウルとブリュッセルに拠点を構えている。